# US Open de 1991
O US Open de 1991 foi um torneio de tênis disputado nas quadras duras do USTA Billie Jean King National Tennis Center, no Flushing Meadows-Corona Park, no distrito do Queens, em Nova York, nos Estados Unidos, entre 26 de agosto e 8 de setembro. Corresponde à 24ª edição da era aberta e à 111ª de todos os tempos.

## Finais

### Profissional
| Categoria | Evento    | Campeã(s)(o/ões)              | Vice-campeã(s)(o/ões)                          | Resultado          | Chave(s)  | Chave(s)       |
| --------- | --------- | ----------------------------- | ---------------------------------------------- | ------------------ | --------- | -------------- |
| Simples   | Masculino | Stefan Edberg                 | Jim Courier                                    | 6–2, 6–4, 6–0      | principal | qualificatório |
| Simples   | Feminino  | Monica Seles                  | Martina Navrátilová                            | 7–6, 6–1           | principal | qualificatório |
| Duplas    | Masculino | John Fitzgerald Anders Järryd | Scott Davis David Pate                         | 6–3, 3–6, 6–3, 6–3 | principal | principal      |
| Duplas    | Feminino  | Pam Shriver Natasha Zvereva   | Jana Novotná Larisa Savchenko                  | 6–4, 4–6, 7–6      | principal | principal      |
| Duplas    | Misto     | Manon Bollegraf Tom Nijssen   | Arantxa Sánchez Vicario Emilio Sánchez Vicario | 6–2, 7–6           | principal | principal      |

### Juvenil
| Categoria | Evento    | Campeã(s)(o/ões)                  | Vice-campeã(s)(o/ões)         | Resultado     | Chave(s)  | Chave(s)       |
| --------- | --------- | --------------------------------- | ----------------------------- | ------------- | --------- | -------------- |
| Simples   | Masculino | Leander Paes                      | Karim Alami                   | 6–4, 6–4      | principal | qualificatório |
| Simples   | Feminino  | Karina Habšudová                  | Annie Mall                    | 6–1, 6–3      | principal | qualificatório |
| Duplas    | Masculino | Karim Alami John Laffnie de Jager | Michael Joyce Vince Spadea    | 6–4, 6–7, 6–1 | principal | principal      |
| Duplas    | Feminino  | Kristin Godridge Nicole Pratt     | Åsa Carlsson Cătălina Cristea | 7–6, 7–5      | principal | principal      |